# مشتق هموردا
مشتق هموردا (کواریانت) تعمیم مشتق خطی از یک چند بردار در محاسبات تانسوری است. برای آنکه بتوانیم از یک چند بردار که در یک جهان چند بعدی قرار گرفته و مؤلفه‌هایش تغییر می‌کند در جهت یکی از ابعاد مشتق بگیریم نمی‌توانیم از مشتق معمولی استفاده کنیم و بایستی از مشتق کواریانت استفاده کنیم. برای میدان اسکالر {\displaystyle \displaystyle \phi \,} مشتق هموردا همانند مشتقات جزئی است:
{\displaystyle \displaystyle \phi _{;a}\equiv \partial _{a}\phi }
اما برای میدان برداری (چند بردار) با شاخص بالا {\displaystyle \lambda ^{a}\,} و با شاخص پایین {\displaystyle \lambda _{a}\,} مشتق هموردا به ترتیب چنین است:
{\displaystyle \lambda ^{a}{}_{;b}\equiv \partial _{b}\lambda ^{a}+\Gamma ^{a}{}_{cb}\lambda ^{c}}
{\displaystyle \lambda _{a;c}\equiv \partial _{c}\lambda _{a}-\Gamma ^{b}{}_{ac}\lambda _{b}}
همینطور برای تانسوری از مرتبه دو (ضرب دو عدد چند بردار) با شاخصهای بالا {\displaystyle \tau ^{ab}\,} و با شاخصهای پایین {\displaystyle \tau _{ab}\,} به ترتیب داریم: 
{\displaystyle \tau ^{ab}{}_{;c}\equiv \partial _{c}\tau ^{ab}+\Gamma ^{a}{}_{dc}\tau ^{db}+\Gamma ^{b}{}_{dc}\tau ^{ad}}
{\displaystyle \tau _{ab;c}\equiv \partial _{c}\tau _{ab}-\Gamma ^{d}{}_{ac}\tau _{db}-\Gamma ^{d}{}_{bc}\tau _{ad}}
و برای تانسور مرتبه دوم با شاخصهای بالا و پایین {\displaystyle \tau ^{a}{}_{b}\,}
{\displaystyle \tau ^{a}{}_{b;c}\equiv \partial _{c}\tau ^{a}{}_{b}+\Gamma ^{a}{}_{dc}\tau ^{d}{}_{b}-\Gamma ^{d}{}_{bc}\tau ^{a}{}_{d}}

## خواص
از خواص مهم مشتق هموردا این است که اولاً {\displaystyle \lambda _{a;bc}\neq \lambda _{a;cb}\,} و ثانیاً
{\displaystyle \lambda _{a;bc}-\lambda _{a;cb}=R^{d}{}_{abc}\lambda _{d}}
{\displaystyle \lambda ^{a}{}_{;bc}-\lambda ^{a}{}_{;cb}=-R^{a}{}_{dbc}\lambda ^{d}}
{\displaystyle \tau ^{ab}{}_{;cd}-\tau ^{ab}{}_{;dc}=-R^{a}{}_{ecd}\tau ^{eb}-R^{b}{}_{ecd}\tau ^{ae}}
که {\displaystyle R^{d}{}_{abc}\,} به تانسور ریمان معتبر است.